# Saint-Denis-le-Thiboult
Saint-Denis-le-Thiboult é uma comuna francesa na região administrativa da Normandia, no departamento de Sena Marítimo. Estende-se por uma área de 10,24 km². Em 2010 a comuna tinha 517 habitantes (densidade: 50,5 hab./km²).